# Le Supplice de Marsyas (Zelotti)
Pour les articles homonymes, voir Le Supplice de Marsyas.
Le Supplice de Marsyas (ou  Apollon écorchant  Marsyas) est une peinture à l'huile sur toile de 186 × 218 cm réalisée par le peintre véronais maniériste Giovanni Battista Zelotti vers 1580, et conservée depuis 1946 au  musée national de Varsovie  en Pologne.
Le tableau fut auparavant attribué à Carlo Caliari.

## Description
Le tableau représente l'écorchement vif de Marsyas par Apollon, le satyre phrygien ayant imprudemment défié le dieu grec lors d'un concours musical. Ce thème est repris, notamment, des Métamorphoses d'Ovide.